# Djamal Bouanane
 (mai 2014).
Si vous disposez d'ouvrages ou d'articles de référence ou si vous connaissez des sites web de qualité traitant du thème abordé ici, merci de compléter l'article en donnant les références utiles à sa vérifiabilité et en les liant à la section « Notes et références ».
 (mars 2021).
La mise en forme du texte ne suit pas les recommandations de Wikipédia : il faut le « wikifier ».
Les points d'amélioration suivants sont les cas les plus fréquents. Le détail des points à revoir est peut-être précisé sur la page de discussion.
- Les titres sont pré-formatés par le logiciel. Ils ne sont ni en capitales, ni en gras.
- Le texte ne doit pas être écrit en capitales (les noms de famille non plus), ni en gras, ni en italique, ni en « petit »…
- Le gras n'est utilisé que pour surligner le titre de l'article dans l'introduction, une seule fois.
- L'italique est rarement utilisé : mots en langue étrangère, titres d'œuvres, noms de bateaux, etc.
- Les citations ne sont pas en italique mais en corps de texte normal. Elles sont entourées par des guillemets français : « et ».
- Les listes à puces sont à éviter, des paragraphes rédigés étant largement préférés. Les tableaux sont à réserver à la présentation de données structurées (résultats, etc.).
- Les appels de note de bas de page (petits chiffres en exposant, introduits par l'outil «  Source ») sont à placer entre la fin de phrase et le point final[comme ça].
- Les liens internes (vers d'autres articles de Wikipédia) sont à choisir avec parcimonie. Créez des liens vers des articles approfondissant le sujet. Les termes génériques sans rapport avec le sujet sont à éviter, ainsi que les répétitions de liens vers un même terme.
- Les liens externes sont à placer uniquement dans une section « Liens externes », à la fin de l'article. Ces liens sont à choisir avec parcimonie suivant les règles définies. Si un lien sert de source à l'article, son insertion dans le texte est à faire par les notes de bas de page.
- La présentation des références doit suivre les conventions bibliographiques. Il est recommandé d'utiliser les modèles {{Ouvrage}}, {{Chapitre}}, {{Article}}, {{Lien web}} et/ou {{Bibliographie}}. Le mode d'édition visuel peut mettre en forme automatiquement les références.
- Insérer une infobox (cadre d'informations à droite) n'est pas obligatoire pour parachever la mise en page.

Pour une aide détaillée, merci de consulter Aide:Wikification.
Si vous pensez que ces points ont été résolus, vous pouvez retirer ce bandeau et améliorer la mise en forme d'un autre article.
Djamal Bouanane est un acteur français, né en 1954 à Barbacha (Algérie), arrivé à l'Estaque en juin 1956.[réf. nécessaire]

## Biographie
(mai 2022).
Djamal Bouanane nait en 1954, de parents algériens.
- 1968/1971 : Section Chaudronnerie CET L'Estaque Rue Rabelais
- 1971/1984 : Chaudronnier (Réparation Navale)
- 1972/1986 : Formateur technique AREAT
- 1986/1993 : Directeur Centre Social
- 1994/1996 : Formation Certificat d'Aptitude aux Fonctions de Directeur d'Etablissement Social (CAFDES)

En 1997, il obtient le CAFDES et l'EURO DIR.
- 1996/2001 : Directeur d'une Maison Enfant à Caractère Sociale (MECS) dans le Var
- 2002/2009 : Chef d'équipe atelier chaudronnerie

Djamal Bouanane est décédé le 15 février 2018 dans la ville de Marseille[réf. nécessaire]

## Filmographie
- 1981 : Dernier été de Robert Guédiguian
- 1983 : Le Jeune Marié de Bernard Stora
- 1985 : Rouge Midi : Salvatore
- 1989 : Dieu vomit les tièdes
- 1993 : L'argent fait le bonheur de Robert Guédiguian
- 1995 : À la vie, à la mort ! de Robert Guédiguian
- 1998 : À la place du cœur : Khalil
- 2000 : À l'attaque ! de Robert Guédiguian
- 2000 : La Ville est tranquille de Robert Guédiguian
- 2011 : Les Neiges du Kilimandjaro de Robert Guédiguian
- Alcartade aux Aygalades de Jacques Minicheti
- Le Boulanger de Frank Le Wita